# Кула на Пулхерия
Кулата на Пулхерия или Кулата на Графинята (на гръцки: Πύργος Πουλχερίας, Πύργος της Κοντέσσας) е отбранително съоръжение, разположено на полуостров Света гора, Халкидики, Гърция.

## Местоположение
Кулата е в северната част на Ксиропотамското пристанище (арсана), на брега на Светогорския залив.

## История
Императрица Елия Пулхерия (399 - 453) се смята за ктиторка на манастира Ксиропотам.
Кулата е изобразена в план от 1744 година на руския пътешественик Василий Григорович-Барски и изглежда е в добро състояние и има четирискатен покрив като много кули на Атон. Йеромонах Герасим Смирнакис в 1902 година я описва като „разрушена кула, използвана като наблюдателица за пиратски набези“.
Позицията и сравнително малкият размер на кулата показват, че тя вероятно е била наблюдателен пункт. Датата на построяване на кулата е неизвестна, но със сигурност не е от V век. Най-вероятно е от XV - XVI век, както повечето кули на Света гора.
В XXI век на кулата е извършена реставрация.

## Описание
Кулата е с размери 7,20 х 6,80 m с максимална оцеляла височина 9,00 m от варовиков ломен камък, подсилена с относително плътни вертикални решетки от дървени греди.